# Addison Riecke
Addison Elizabeth Riecke (Covington, Louisiana, 2004. január 26. –) amerikai színésznő. 
Legismertebb szerepe Nora Thunderman a Nickelodeon A Thunderman család című sorozatában.

## Pályafutása
Négyévesen fedezte fel, hogy érdekli a színjátszás, az éneklés és a zenélés. 2011 augusztusában beiratkozott a John Robert Powers Performing Arts Academy-ra Metairie-ben, Louisianában. Televíziós karrierjét az ABC csatorna "How to Live with Your Parents (for the Rest of Your Life)" című sorozatában kezdte, egy epizódban szerepelt. Később megkapta Nora szerepét a Thunderman család című sorozatban, amely már a negyedik évadnál tart.

## Szerepei
| Év              | Magyar cím (Eredeti cím)                                               | Szerep          | Megjegyzés               |
| --------------- | ---------------------------------------------------------------------- | --------------- | ------------------------ |
| 2013-napjainkig | A Thunderman család (The Thundermans)                                  | Nora Thunderman | TV sorozat, 99 epizód    |
| 2017            | Csábítás (The Beguiled)                                                | Marie           |                          |
| 2015            | Nickelodeon – Karácsonyi kelepce (Nickelodeon's Ho Ho Holiday Special) | Hópehely        | TV film                  |
| 2014            | A Hathaway kísértetlak (The Haunted Hathaways)                         | Nora Thunderman | TV sorozat, epizódszerep |
| 2013            | - (How to Live with Your Parents (For the Rest of Your Life)           | Tough Girl #1   | TV sorozat, epizódszerep |